# Złobowszczyzna
Złobowszczyzna (biał. Злобаўшчына; ros. Злобовщина) – wieś na Białorusi, w obwodzie grodzieńskim, w rejonie wołkowyskim, w sielsowiecie Werejki.
W dwudziestoleciu międzywojennym leżała w Polsce, w województwie białostockim, w powiecie grodzieńskim, w gminie Gudziewicze. 
Według Powszechnego Spisu Ludności z 1921 roku ówczesny folwark zamieszkiwało 89 osób, 71 było wyznania rzymskokatolickiego a 18 prawosławnego. Jednocześnie 71 mieszkańców zadeklarowało polską przynależność narodową a 18 białoruską. Było tu 5 budynków mieszkalnych.
Miejscowość należała do parafii rzymskokatolickiej w Repli i parafii prawosławnej w Gudziewiczach.
Podlegała pod Sąd Grodzki w Indurze i Okręgowy w Grodnie; właściwy urząd pocztowy mieścił się w Gudziewiczach.
Do 1945 majątek ziemski. Ostatnim gospodarzem majątku był właściciel pobliskiego majątku Duchowlany Bohdan Zalutyński, który Złobowszczyznę dzierżawił od siostry. 